# Logic Express
Logic Express es la versión simplificada de Logic Pro, que es un secuenciador de MIDI y de uso audio-digital. Es desarrollado por Apple Inc. y funciona en la plataforma Mac OS X. Fue anunciado el 15 de enero de 2004 para el lanzamiento en marzo de 2004. Los estudiantes y los profesores son compradores previstos del software.

## Logic Express y Pro
Logic Express y Pro comparten mucha funcionalidad y una interfaz similar. Logic Express se limita a mezclar estéreo de dos vías, mientras que Logic Pro es capaz de crear un sonido muy envolvente. Ambos pueden manejar hasta 255 pistas de audio, dependiendo del funcionamiento del sistema (CPU, rendimiento de procesamiento del disco duro y tiempo de la búsqueda). Logic Express ofrece 12 canales de entrada (ilimitados en Logic Pro) y las ayudas muestran opciones de hasta 96 kHz (192 kHz en Logic Pro). También viene con 27 instrumentos y 40 plug-ins de efecto. Logic Express tiene la capacidad de integrarse a GarageBand (de iLife) para editar el sonido creado, y así mismo también se puede integrar a iTunes.
Puesto que Logic Express es más económico pero carece de algunas de las características de Logic Pro, el anterior es más ampliamente utilizado por los músicos aficionados, mientras que el último es utilizado sobre todo por los productores profesionales. En tanto, Logic Express es creado para los que no necesitan de una gran edición de sonido, y a un precio más razonable. La última versión disponible de Logic Express es la 9, y tiene un costo de 189 euros, mientras que Logic Pro 9 (última versión) cuesta 479 euros. 
Logic Express es un editor de sonido para la plataforma Mac OS X, y cada versión se ajusta a las necesidades de cada uno.